# 정부대전청사
정부대전청사(政府大田廳舍, 영어: Government Complex Daejeon)는 대전광역시 서구 둔산동에 위치해 있는 대한민국 정부청사이다. 본 청사는 4개 사무동과 기타 부속건물로 이뤄져 있으며 대한민국의 중앙 행정 업무를 맡고 있다.

## 역사
정부대전청사는 1989년 1월 수도권대책실무기획단이 발족되어 1990년 9월 국토의 균형 발전과 중앙행정기관의 지방 이전으로 균등한 지역 발전을 목표로 대전광역시 일대에 정부기관 이전을 결정한 것으로 시작된다. 이와 더불어 청 단위 행정 기능의 집중화로 대민 서비스 향상을 도모하고 최첨단 인텔리전트 빌딩 신축으로 정보화시대 대비 및 행정 효율성의 증대, 구조물의 체계적 배치로 기관의 기능성 극대화 또한 도모하였다. 1991년 6월 설계 공모를 거쳐 1991년 11월 설계 공모 작품을 선정하였다. 그 뒤 1993년 9월 대지면적 518,338m2(156,797평), 연면적 226,502m2(68,517평) 기공되어 1997년 12월 준공되었다.

## 입주 기관
정부대전청사 입주 기관은 총 8청 10소속기관이다. 원래 8청 1소속기관 1공기업이었으나 2009년 9월 18일 2동에 자리하고 있었던 한국철도공사 본사가 대전역 동광장 철도기관 공동사옥으로 한국철도시설공단과 함께 이주하였다.
2017년 7월 26일 중소기업청이 중소벤처기업부로 승격되었다. 정부대전청사에서 부급의 국가행정기관인 중소벤처기업부가 세종특별자치시로 이전하고 서울특별시에 위치한 기상청이 대체기관으로 이전했다. 2027년에는 방위사업청이 이전할 예정이다.
정부청사 기관은 크게 4개 동으로 이루어져 있는데 1동은 남서쪽, 2동은 남동쪽, 3동은 북서쪽, 4동은 북동쪽에 위치해 있다.

### 1동
- 관세청
- 기상청
- 기상청 소속 수치모델링센터
- 국가유산청
- 산림청

### 2동
- 관세청
- 국가유산청
- 병무청
- 행정안전부 소속 국가기록원
- 정부청사관리본부 소속 대전청사관리소
- 감사원 대전사무소
- 고용노동부 소속 충남지방노동위원회

### 3동
- 병무청
- 조달청
- 통계청

### 4동
- 특허청

### 민원동
- 특허심판원
- 병무청 소속 병무민원상담소

### 별관
- 관세청
- 질병관리청 소속 충청권질병대응센터

### 행정기록관
- 국가기록원 소속 행정기록관

### 기타 부속 건물
- 후생동
- 다솜어린이집
- 새롬어린이집

## 특징
정부대전청사는 청사 외곽에 8만여 평의 녹지공간이 확보되어 있으며 빌딩자동화 시스템(BA), 사무자동화시스템(OA), 정보통신시스템(TC)이 한대의 IBS 컴퓨터 호스트가 관리하는 주요정부청사 중 최첨단 인텔리전트 빌딩이다. 가까운 거리에 대전광역시청, 신협중앙회 본부, 정부청사역이 위치해 있다.

## 찾아가기

### 도시 철도
● 대전 도시철도 1호선 정부청사역

### 시내버스
동문606, 911
서문104, 301, 318, 604, 618, 705, 918
남문108, 211, 918
북문606, 618, 911
광장급행3, 211
정부청사역급행3, 102, 203, 211, 216, 605, 618

### 고속버스, 시외버스
고속버스, 시외버스 정류장

## 갤러리

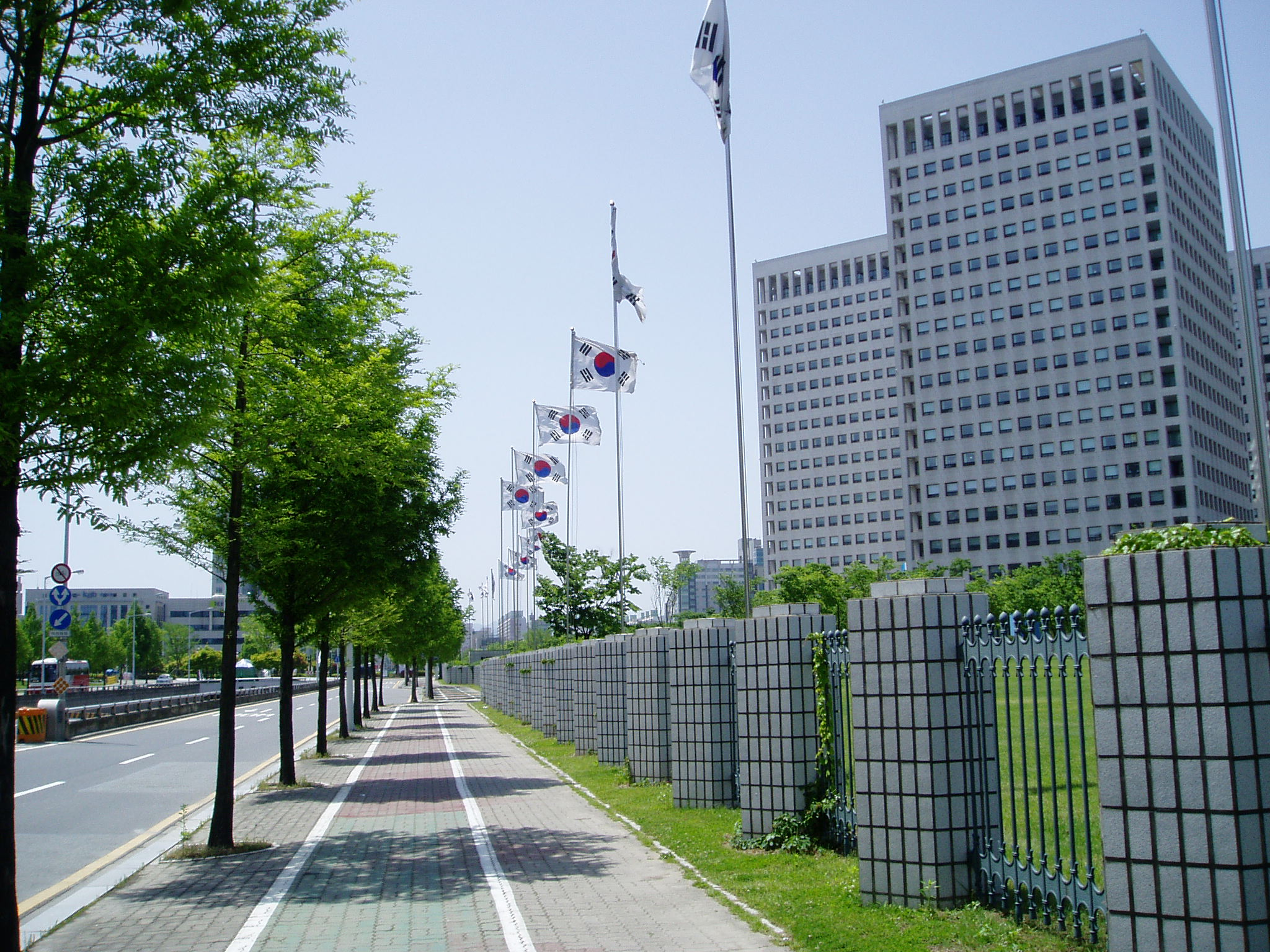
2007년 5월 20일

### 파노라마

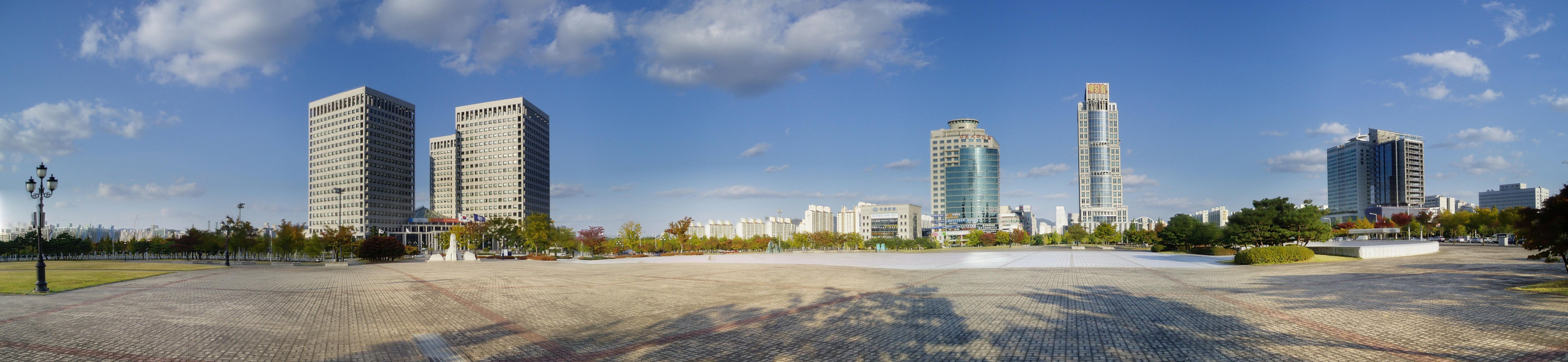

## 같이 보기
- 대한민국 정부
- 대전광역시
- 대전 서구
- 둔산신도시